# フーム
フームはアニメ版『星のカービィ』にヒロインとして登場する架空のキャラクターである。フーム及びその家族はアニメ版のオリジナルキャラクターで、ゲームには未登場。声優は吉田小百合。

## 概要
主人公カービィの親友かつ保護者。プププランドの大臣・パームの娘で、国中では考古学者キュリオ氏に並ぶ知識人かつ常識人。カービィが言葉を話せないため、フームが本作のストーリー面における事実上の主役である。

## 人物
自他に厳しい性格の頭脳派で、膨大な知識を持ちあらゆる事柄に造詣が深く、考察力、洞察力は非常に高い。数学や科学にも強く、デデデに壊されたエスカルゴンロボの修理や車の改造をしていた事から機械関係にも精通していると見られる。そのためか、村の大部分の大人たちからの信頼が厚く、「フーム様」と敬称を付けて呼ばれている。デデデからは「インテリお嬢さん」と揶揄されたことも。学問を修めることに生きがいを感じているらしく、趣味として生物学、考古学などに熱心に取り組んでおり、ブンやカービィ達と遊んでいても、そばで読書に興じていることがある。将来の夢は小説家（第38話）と教師（第83話）。
番組初期では大臣の令嬢として少しプライドが高い面もあり、エスカルゴンからは「生意気なフーム」と呼ばれたこともあった。しかし話が進むにつれてプライドの高い面は鳴りを潜め、第18話では自ら進んでカービィのために危険なバババヶ原へ薬草を取りにいくなど、口先だけの人物ではないことを視聴者に見せ付けた。その後は困っている村人にアドバイスしたり、進んで行事を執り行ったりと、子供ながらにリーダーシップを発揮している。また、自然保護の意識を高めるためのエコツアーを企画する一方で、動物や植物を食べなければ生きていけない事も理解している（第69話）。良くも悪くも真面目すぎる所から時折ブンやカービィ、村人たちと衝突してしまうことも少なくない。
このアニメにおいて数少ない良識あるキャラクターであるが、時として情を優先した行動を取ることもある。第70話では本当はジムコリート卿の子孫ではなかったトッコリの名誉を守るために、ジムコリート卿の絵のクチバシの部分をトッコリと同じクチバシに描き換えた。第86話のコックカワサキ対ナゴヤの料理対決でカワサキを不正に支援したこともあった（調理台の下に隠れ、カワサキに料理の作り方を教えるというもの。カワサキはいつも適当に作っており、基本的な料理の作り方すら知らなかったため）。また、同じように第34話ではカワサキの腕が未熟として暖簾を取り上げたオオサカに対し、彼の料理が絶品なのは何か秘密があると睨んで行動し、結果的にオオサカの名に泥を塗ることになった。オオサカとナゴヤの件はどちらも元々はカワサキの怠慢が原因だが、フームは友達であると言う理由で過保護になっていた（もっとも、普段はカワサキを突き放すことが多い）。他にも32話では何も悪い事をしなかった（ブンの虫歯を治療しただけの）魔獣ハーデーをカービィに倒させている。
また、第52話では、チョコカプセルの秘密を調べようとした時にフィギュアを集める大衆を馬鹿にしていたが、密かにカラテキッドのフィギュアを欲しがっている面も見られる。他にも、第1話では星の戦士（＝カービィ）のことを8頭身の人物だと想像してうっとりする、第21話で王女様暮らしに憧れを抱いたり、ローナ王女の近衛兵ヴィーに見とれたりなど、年相応の女の子らしさも持っている。

## カービィ･デデデ大王との関係
本作において最も出番の多い、三者の関係について説明する。
カービィに対して
母性の表れか、カービィを愛し、守ろうとする気持ちは誰よりも強い。
第1話におけるカービィとの初対面時は、自らが想像していた「8頭身の格好良い剣士」というイメージからあまりにもかけ離れていたショックでやや冷たい態度を取っていたが、誤って崖から転落したところをカービィに助けられ、そのきっかけで彼に対する接し方が変化するようになる。特に自分にワープスターを呼ぶ力が備わっていることを知った後（4話）はカービィの良きパートナーとして活躍することが多くなる。
カービィを守ろうとする姿勢は時には過保護な行動となり、カービィを危険から避け、逃げの方向に持って行ってしまう。そのため、逆にカービィに試練を与えて成長させようとするメタナイトとは衝突することもある（第3話の決闘と言う名目の訓練、第35、36話のレース大会など）。
デデデ大王に対して
内面性においてフームと相反するデデデ大王との仲は犬猿の仲。
同じ城に住んでいることもあり、住人よりもデデデの性格を理解しており、デデデのやること成すことを全く信用していない。デデデの気まぐれはまず疑うことから始まり、ゴミ問題、果ては異常気象まで全て彼のせいだと食って掛かることが多い（実際、フームの予想通りにデデデが原因であることが多い）。身勝手かつ独善的な行動を繰り返すデデデが酷い目に遭っても同情する気はなく、特に95話では一連のデビルカービィ騒動の真実もあってか、彼に対して本気で憤慨していた。しかし、93話ではデデデに優しい心が芽生えることを願い行動したり、太り過ぎを省みずにお菓子を食べ続けるデデデに対して心臓がやられてしまうとフームなりに心配している様子もある（61話）。その他、魔獣トゲイラに取りつかれたデデデが愛情が溢れる優しい性格になったときは、デデデに対して優しくしてやったり（第55話）、ペンギー（66話）などの互いにとって共通の敵がいる場合は協力することもある。
フーム本人は大抵デデデの悪巧みを看破しているのだが、父親が大臣という事情からデデデの行う行事には毎回必ず参加している。

## 家族

### 弟:ブン
声優は小松里歌。カービィの遊び友達でフームの弟。カービィ、イロー、ハニー、ホッヘ、ロロロ、ラララとよく遊んでいる。長く伸びた前髪で目が隠れている。身長はフームより少し低め。知識量では姉のフームに遠く及ばないが、考察力が高く、時にはフームの科学研究を手伝うことがある。村人からは「ブン殿」と呼ばれる。
無類のイタズラ好き。落書きなど子供らしいものが主であるが、柵を壊して羊を脱走させる、タゴのコンビニに「100%オフ」と書かれた大量の張り紙を張る、キュリオを意図的に交通事故に遭わせる、囚人を脱獄させる、村人の部屋を覗くという理由のために村中のガラスを割って回る、デデデとエスカルゴンを感電させる、カワサキを海で溺れさせるなど、時として常軌を逸したイタズラを行っている。デデデやエスカルゴンからは非行児童と目され「チビのブン」「落ちこぼれのブンちゃん」などと呼ばれる。
見かけの割りには力持ちで、走り回るフームの帽子だけを飛び蹴りで蹴り落とすなど、かなりの身体能力の持ち主でもある。フームほどではないものの、様々な方面の技術を身に着けており、クレーン車さえも運転できる。一方、勉強は苦手、歯医者を怖がる、オモチャやお菓子に釣られるなど子供らしい面も多い。上半身には何も着ておらず、下半身にはサスペンダーの付いた青紫色のズボンをはいている。腹の辺りには直接は見えないが、ポケットがついている。
性格はやんちゃで活発、好奇心が強い。姉のフームに似てリーダーシップをとる能力にも長けている。自己主張が強く、両親はおろか、デデデ大王やドクター・エスカルゴン、鬼軍曹ダコーニョなどの大人に反抗することもしばしば。占いのカラクリをよく知っているほど賢い反面、知らず知らずのうちデデデの悪だくみにあっさり乗せられてしまうことも少なくない（第6･29･44･58話など）。

### 父:パーム
声優は長嶝高士。フームとブンの父親。瞳の色は黄色。
役職はプププランドの国務大臣。いつでも子供たちを気遣う良き父親で、一見頼りなさそうに見えても実は強かな一面を持つ。
大臣という立場から、国の内政をデデデに次いで統括する職務にあると思われるが、大王の側近であるエスカルゴンの影に隠れてあまり目立たないが、エスカルゴンとの仲も決して険悪というわけではなく、村人からも相談事を持ちかけられるなど、全く無力な人物ではない。デデデからも「良識がある」と言われたりするなど、人間性は評価されていることがわかる。
国賓を迎える際にはデデデ、エスカルゴンと共に一家で出席したり、大王を偽ることになってしまったエスカルゴンのため、彼の母親に城の中を案内する役を買って出たほか（25話）、新番組となるアニメの脚本を担当した上に徹夜で完成させたこともあり（49話）、「ダッチオーブン」という竃を使って料理を作ることも出来る（第82話）。しかし43話では自分を「菜食主義者」と言っていた。ワインに造詣が深く、しばしばワインセラーにいる。
あまり突発的なブームには乗らない。過去にメームに対してストーカー行為を働いたことがあるらしい（第89話）。

### 母:メーム
声優は水谷優子。フームとブンの母親でパームの妻。瞳の色は赤色。デデデからはレディ・メームと呼ばれたこともある。強気なしっかり者であり、デデデに対しても臆することなく意見する。
料理が上手で、第59話ではチャンネルDDDの料理番組「直撃!晩ごはん」に出演し賞金500万デデンを獲得した。また、レーシングカーのタイヤ交換も得意で、パームがタイヤ交換に手間取るなか短時間でタイヤ交換を済ませている。美容に大変な気を使っており、肌にシミができたときには大騒ぎしていた。毒舌家で、特に初期のころはこの傾向が強かった。カービィのことをファンシーグッズと呼んだことがある（第1話）。パームと同じく、あまり突発的なブームに乗らない。
ハナ、サト、メーベルなどといったププビレッジの女性陣とは仲が良く、しばしば村で井戸端会議に花を咲かせる描写が見られる他、第85話で紫外線が強いため昼夜逆転した生活を送るようになった際にはクーと意気投合していた。